# Lovinobaňa
Lovinobaňa es un municipio del distrito de Lučenec en la región de Banská Bystrica, Eslovaquia, con una población estimada a final del año 2024 de 1900 habitantes.
Se encuentra ubicado en el centro-sur de la región, en el valle del río Ipoly —un afluente izquierdo del Danubio— y cerca de la frontera con Hungría.

## Demografía
| Año        | 1994 | 2004    | 2014    | 2024    |
| ---------- | ---- | ------- | ------- | ------- |
| Población  | 2038 | 2101    | 2104    | 1900    |
| Diferencia |      | +3,09 % | +0,14 % | −9,69 % |

| Año        | 2023 | 2024    |
| ---------- | ---- | ------- |
| Población  | 1907 | 1900    |
| Diferencia |      | −0,36 % |